# Naturschutzgebiet Dollenbruch

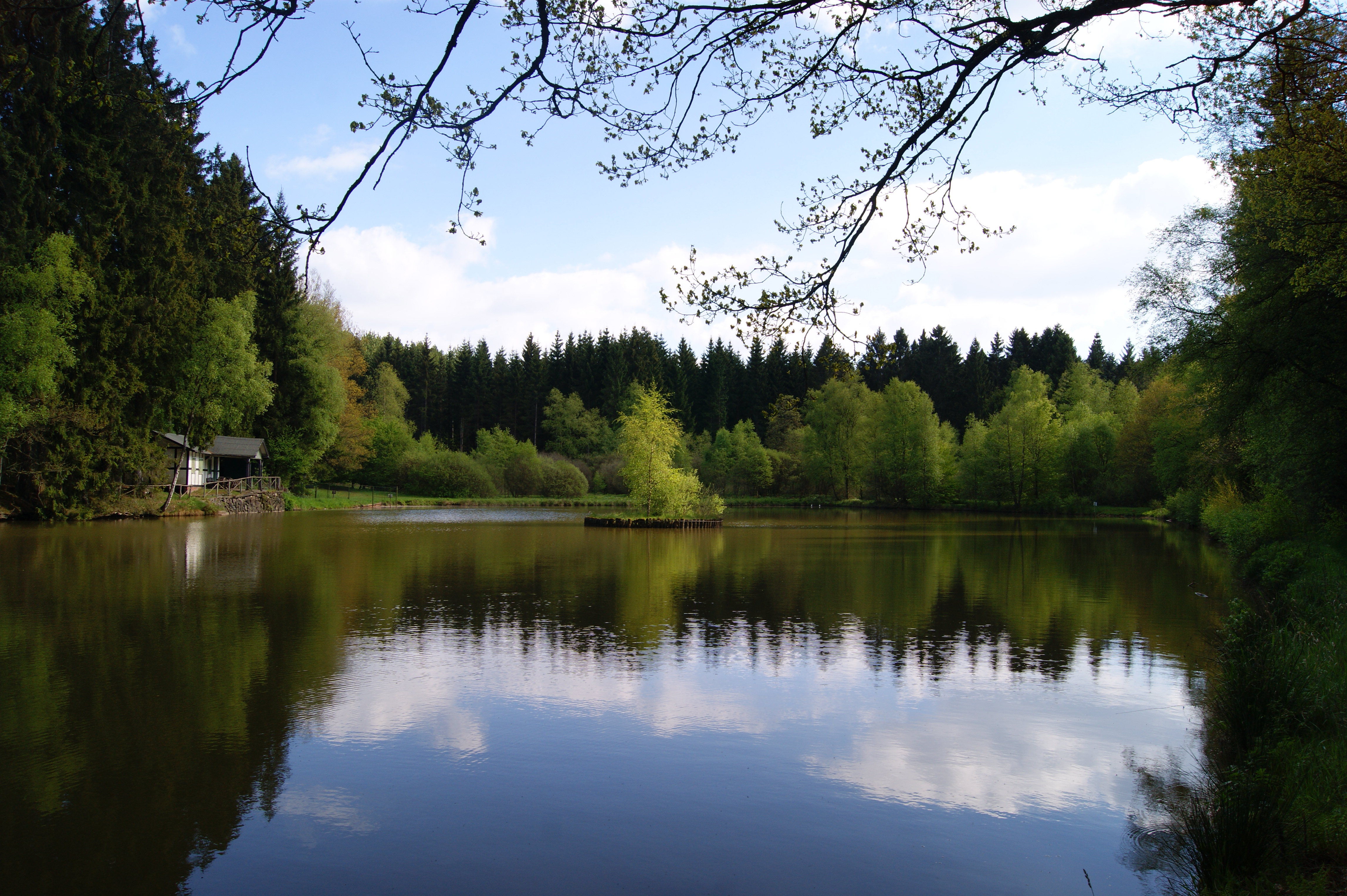
Teich im Naturschutzgebiet Dollenbruch

Das Naturschutzgebiet Dollenbruch ist ein 100 ha großes Naturschutzgebiet (NSG) südöstlich und östlich vom Dorf Silberg im Gemeindegebiet von Kirchhundem im Kreis Olpe in Nordrhein-Westfalen. 1959 und 2004 hat die Bezirksregierung Arnsberg das Gebiet per Verordnung als NSG ausgewiesen. Das NSG besteht aus drei Teilflächen. 2004 wurde im Stadtgebiet von Hilchenbach im Kreis Siegen-Wittgenstein von der Bezirksregierung Arnsberg per Verordnung ein gleichnamiges Naturschutzgebiet mit 1 ha Flächengröße ausgewiesen. 
Teile des NSG sind seit 2004 auch als FFH-Gebiet Dollenbruch, Sellenbruch und Silberbachoberlauf (DE-4914-302) mit 41 ha Flächengröße ausgewiesen. Weitere Teile des FFH-Gebietes befinden sich im Naturschutzgebiet Sellenbruch.

## Gebietsbeschreibung
Bei dem NSG handelt es sich um meist feuchte Waldbereiche und Grünlandbereiche. Unter den Waldbereichen befinden sich Birken-Moorwald, Erlen-Auenwald, Erlen-Bruchwald, Eichen-Birkenwald und Erlen-Eschen-Auenwald. Im Grünland befinden sich Pfeifengraswiesen, Pfeifengras-Feuchtheiden, Seggenriede, Berg-Mähwiesen, trockene Heidegebiete, Borstgrasrasen, Magerweiden und Magergrünland. Teile des Grünlands sind brach gefallen.